# Glyptosternon akhtari
Glyptosternon akhtari är en fiskart som beskrevs av R.A. Silas 1952. Glyptosternon akhtari ingår i släktet Glyptosternon och familjen Sisoridae. Inga underarter finns listade i Catalogue of Life.